# Meccanismo di Orowan
Il meccanismo di Orowan (o Teoria di Orowan) è uno dei modelli che spiegano l'indurimento e il comportamento deformativo di un metallo sottoposto a successive deformazioni. 
In seguito all'evidenza sperimentale, si nota come nella deformazione di un materiale cristallino sono richieste sollecitazioni via via crescenti per procedere nella deformazione; si riscontra dunque un innalzamento del limite elastico del materiale.
Ciò deriva dal fatto che, nella loro migrazione, le dislocazioni incontrano ostacoli costituiti da  grani di precipitato (e anche giunti di grano, altre dislocazioni, ecc.) per superare i quali è necessaria una maggiore energia.
Contro questi ostacoli le dislocazioni tendono quindi ad addensarsi (impilamento delle dislocazioni) ed a curvarsi, passando tra i grani, formando come un anello attorno ai grani di dimensioni maggiori, senza riuscire ad emergere alla superficie del solido, con la conseguenza che, anche per sollecitazioni elevate, il comportamento del materiale sotto sforzo rimane di tipo elastico. 
Questo meccanismo permette alla deformazione di proseguire il suo moto nel materiale, lasciando attorno ai grani degli anelli di dislocazione che rinforzano il materiale, aumentando la sua resistenza ad una susseguente deformazione e quindi migliorando la sua resistenza alla deformazione.